# Acrolophus nubifer
Acrolophus nubifer är en fjärilsart som beskrevs av Walsingham 1914. Acrolophus nubifer ingår i släktet Acrolophus och familjen Acrolophidae. Inga underarter finns listade i Catalogue of Life.